# Bundesautobahn 545
Die Bundesautobahn 545 (Abkürzung: BAB 545) – Kurzform: Autobahn 545 (Abkürzung: A 545) – war eine Anfang der 1970er Jahre geplante zweite Eifelautobahn, die bis zur Neubenennung der deutschen Autobahnen 1974 die Bezeichnung A 111 trug. Sie sollte von der A 544 (damals A 75) in Aachen durch die Nordeifel bis zur A 1 (damals A 110) bei Nettersheim führen.
Der Beginn der A 545 sollte ein Autobahndreieck an der A 544 bei Rothe Erde sein. Von dort aus war der geplante Verlauf über Eilendorf zu einem Autobahnkreuz an der A 44 (damals A 15) und dann über Roetgen, Simmerath, Schleiden und Kall bis zur Eifelautobahn (A 1) an der heutigen Anschlussstelle Nettersheim, deren Bauweise eine linksgeführte Trompete ist. Der geplante Verlauf zwischen Simmerath und Schleiden führt durch den heutigen Nationalpark Eifel.
Die Planung wurde mit dem Bundesverkehrswegeplan 1980, bei dem hauptsächlich aus Kostengründen insgesamt 7.000 km geplante Autobahnen gestrichen wurden, ebenfalls verworfen. Außer der Bauform der Anschlussstelle Nettersheim wurden keine Vorleistungen für das Autobahnprojekt erbracht. An der Stelle des geplanten Autobahnkreuzes Aachen-Eilendorf mit der A 44 wurde der Rastplatz Königsberg gebaut, um schon frühzeitig Gelände für die Autobahn beanspruchen zu können. Das Layout dieses Autobahnrastplatzes hat keine Ähnlichkeiten mit einem Autobahnkreuz.
Ende der 1980er Jahre wurde diese Planung teilweise wieder aufgegriffen und es sollte eine neue Ortsumgehung L 221n für Eilendorf, eine neue Anschlussstelle an die A 44 im Bereich des Rastplatz Königsberg entstehen sowie eine Umgehungsstraße bis nach Stolberg (Rheinland) führen. Im September 2023 stoppte der Rat der Stadt Aachen dieses Vorhaben endgültig.